# Угорницька сільська рада (Івано-Франківськ)
Угорницька сільська́ ра́да — колишній орган місцевого самоврядування у складі Івано-Франківської міської ради Івано-Франківської області. Адміністративний центр — село Угорники.

## Загальні відомості
- Територія ради: 6,73 км²
- Населення ради: 3 228 осіб (станом на 2001 рік)
- Територією ради протікає річка Бистриця Надвірнянська.

## Населені пункти
Сільській раді підпорядковані населені пункти:
- с. Угорники

## Склад ради
Рада складається з 20 депутатів та голови.
- Голова ради: Атаманчук Любов Зеновіївна

### Керівний склад попередніх скликань
| ПІБ                           | Основні відомості                                                   | Дата обрання | Дата звільнення |
| ----------------------------- | ------------------------------------------------------------------- | ------------ | --------------- |
| Криховецький Зеновій Іванович | Сільський голова, 1958 року народження, член Народного Руху України | 26.03.2006   | 03.01.2007      |
| Атаманчук Любов Зеновіївна    | Сільський голова, 1966 року народження, освіта вища, позапартійна   | 27.04.2007   | 31.10.2010      |
| Атаманчук Любов Зеновіївна    | Сільський голова, 1966 року народження, освіта вища, позапартійна   | 31.10.2010   |                 |

Примітка: таблиця складена за даними джерела

### Депутати
За результатами місцевих виборів 2010 року депутатами ради стали:

#### За суб'єктами висування
| Суб'єкт висування | Кількість обраних депутатів | %   |
| ----------------- | --------------------------- | --- |
| Самовисування     | 20                          | 100 |

#### За округами
| № округу | Прізвище, ім'я, по батькові     | Дата визнання обраним | Освіта         | Партійна приналежність                        | Відомості про обраного депутата                                |
| -------- | ------------------------------- | --------------------- | -------------- | --------------------------------------------- | -------------------------------------------------------------- |
| 1        | Атаманчук Василь Володимирович  | 02.11.2010            | Освіта вища    | член Конгресу Українських Націоналістів       | школа-інтернат с. Угорники, вчитель фізичного виховання        |
| 2        | Гудима Романна Михайлівна       | 02.11.2010            | Освіта середня | позапартійна                                  | Угорницька сільська рада, секретар                             |
| 3        | Соловський Тарас Ярославович    | 02.11.2010            | Освіта вища    | позапартійний                                 | приватний підприємець                                          |
| 4        | Шліхутка Микола Тарасович       | 02.11.2010            | Освіта вища    | позапартійний                                 | СЕВАТ «Геофізичні роботи», інженер                             |
| 5        | Галета Володимир Григорович     | 02.11.2010            | Освіта вища    | член Аграрної партії України                  | Агропромисловий інститут, завідувач механічного сектора        |
| 6        | Іванишин Оксана Миколаївна      | 02.11.2010            | Освіта вища    | позапартійна                                  | пенсіонер                                                      |
| 7        | Луцький Мирослав Іванович       | 02.11.2010            | Освіта вища    | член Всеукраїнського об'єднання «Батьківщина» | Івано-Франківський інститут Права і Будівництва, викладач      |
| 8        | Гарасимик Олег Михайлович       | 02.11.2010            | Освіта вища    | позапартійний                                 | приватний підприємець                                          |
| 9        | Грицак Світлана Іванівна        | 02.11.2010            | Освіта вища    | член Всеукраїнського об'єднання «Батьківщина» | ВАТ «Тисменицька Риба», головний бухгалтер                     |
| 10       | Павлюк Василь Васильович        | 02.11.2010            | Освіта вища    | позапартійний                                 | приватний підприємець                                          |
| 11       | Зінько Богдан Нестерович        | 02.11.2010            | Освіта вища    | позапартійний                                 | ДТГО «Львівзалізниця», начальник дільниці                      |
| 12       | Середюк Тихон Семенович         | 02.11.2010            | Освіта вища    | позапартійний                                 | Тисменицьке КП «Капітал Буд», директор                         |
| 13       | Думич Михайло Деонізович        | 02.11.2010            | Освіта вища    | позапартійний                                 | приватний підприємець                                          |
| 14       | Пивоварчук Віталій Іванович     | 02.11.2010            | Освіта середня | позапартійний                                 | приватний підприємець                                          |
| 15       | Дем'янець Романія Михайлівна    | 02.11.2010            | Освіта вища    | член Всеукраїнського об'єднання «Батьківщина» | ДМШ № 2, викладач                                              |
| 16       | Пилип'юк Мирослав Федорович     | 02.11.2010            | Освіта вища    | позапартійний                                 | приватний підприємець                                          |
| 17       | Рубашевський Петро Іванович     | 02.11.2010            | Освіта вища    | позапартійний                                 | Угорницька середня школа, вчитель                              |
| 18       | Білобровка Володимир Степанович | 02.11.2010            | Освіта вища    | позапартійний                                 | Івано-Франківська обласна державна адміністрація, юрисконсульт |
| 19       | Бойчук Володимир Тарасович      | 02.11.2010            | Освіта вища    | позапартійний                                 | ДП «Електромонтаж», директор                                   |
| 20       | Криховецький Богдан Васильович  | 02.11.2010            | Освіта вища    | позапартійний                                 | Івано-Франківська обласна державна адміністрація, юрисконсульт |